# Jans Radevičs
Jans Radevičs (ur. 14 lutego 1989 roku) – łotewski piłkarz, grający na pozycji defensywnego pomocnika.

## Kariera piłkarska

### Kariera klubowa
Jest wychowankiem drużyny Daugava Daugavpils. 1 stycznia 2010 roku został wypożyczony do klubu FB Gulbene, który ówcześnie występował w 1. līdze. W sezonie 2010 zajął z tą drużyną pierwsze miejsce i awansował do Virslīgi. 31 grudnia 2010 roku powrócił z wypożyczenia do swojego macierzystego klubu. W sezonie 2011 jego zespół zajął 3. lokatę. Dzięki temu mógł wziąć udział w I rundzie kwalifikacyjnej Ligi Europy. 1 stycznia 2012 roku został wypożyczony do klubu Ilūkstes NSS, który wówczas grał w 1. līdze. W sezonie 2012 jego ekipa zajęła 2. miejsce i uzyskała awans do Virslīgi. Jednak on w połowie sezonu, 30 czerwca 2012 roku, powrócił z wypożyczenia do Daugava Daugavpils. W sezonie 2012 zdobył z tą drużyną mistrzostwo Łotwy. Dzięki temu jego zespół zakwalifikował się do II rundy eliminacyjnej Ligi Mistrzów. 1 marca 2013 roku zawodnik ponownie został wypożyczony do klubu Ilūkstes NSS, który teraz występował w Virslīdze. W sezonie 2013 jego drużyna zajęła, ostatnią, 10. pozycję i spadła do 1. līgi. Jednak od sam 1 lipca 2013 roku powrócił z wypożyczenia do swojego macierzystego klubu. Sezon 2013 zakończył z tą ekipą na 3. pozycji, co pozwoliło im wystąpić w I rundzie kwalifikacyjnej do Ligi Europy. W następnym sezonie jego drużyna uplasowała się na 5. lokacie. 1 lutego 2015 roku przeszedł na zasadzie wolnego transferu do klubu BFC Daugavpils.
Nie ma informacji o tym do kiedy wiąże go umowa z klubem BFC Daugavpils.

### Kariera reprezentacyjna
Jans Radevičs dotychczas nie wystąpił w reprezentacji Łotwy.

## Sukcesy i odznaczenia
- Mistrzostwo Łotwy (1 raz): 2012[4]